# Koltse järv
Koltse järv är en sjö i Estland.   Den ligger i landskapet Saaremaa (Ösel), i den västra delen av landet, 220 km sydväst om huvudstaden Tallinn. Koltse järv ligger 15 meter över havet. Den ligger på ön Ösel.